# دهستان کرک و نارتیچ
دهستان کرک و نارتیچ، یکی از دهستان‌های بخش بروات شهرستان بم در استان کرمان ایران است. مرکز این دهستان، روستای پشت‌رود است.

## جمعیت
بر پایه سرشماری عمومی نفوس و مسکن در سال ۱۳۹۵، جمعیت دهستان کرک و نارتیچ برابر با ۱۳٬۱۰۸ نفر بوده‌است.